# Ludwig Prandtl
Ludwig Prandtl   (Freising, 4 de febrer de 1875 - Göttingen, 15 d'agost de 1953) va ser un físic alemany.

## Vida
El seu pare era professor de l'Escola Superior d'Agricultura al barri de Weihenstephan de Freising i havia fet recerca i publicat obres sobre la producció lletera. Va ser l'únic fill del matrimoni, ja que la seva mare va tenir una llarga sèrie d'avortaments naturals i de morts en les primeres setmanes de vida, motiu pel qual estava mentalment desequilibrada fins al punt d'haver de ser internada.
Prandtl va demostrar la seva facilitat per l'estudi des de ben menut: amb només set anys, el 1882, era el primer de la seva escola amb 82 alumnes. El 1888, amb tretze anys, el seu pare el va ingressar a un institut de secundària de Múnic, però el va haver de treure l'any següent ja que va ser víctima d'assetjament dels seus companys. El 1894 va començar els seus estudis d'enginyeria a la Universitat Tècnica de Múnic, en la qual es va graduar el 1898. Durant els seus estudis van morir els seus pares amb dos anys de diferència. Com que la Universitat Tècnica no estava autoritzada a atorgar doctorats, Prandtl va fer la seva dissertació doctoral a la Universitat de Múnic l'any 1900.
Abans i tot d'acabar el seu doctorat havia rebut una oferta de l'empresa Maschinenfabrik de Nuremberg (actual MAN SE), en la qual va treballar menys de dos anys, abans d'acceptar una plaça docent a la Universitat Tècnica de Hannover, que va mantenir entre 1901 i 1904. En aquest darrer any, Felix Klein va aconseguir atraure'l a la universitat de Göttingen, tot i l'oposició d'August Föppl, el seu mestre, director de tesi i futur sogre. Malgrat les ofertes que va rebre d'altres universitats en diverses ocasions, va romandre a Göttingen sota la promesa de crear un institut per l'estudi de la dinàmica de fluids, cosa que es va portar a terme el 1925 en crear-se el Kaiser-Wilhelm-Institut für Strömungsforschung (avui és una secció de la Societat Max Planck). Prandtl en va ser el seu director fins al 1945.
Prandtl no era una persona interessada en la política però, durant el Tercer Reich, el seu camp d'estudi, l'aerodinàmica, i la seva immediata aplicació a la guerra, el van convertir en un científic molt recolzat per Goering. Tot i que el coordinador nazi de Göttingen el qualificava el 1937 de típic científic en la seva torre d'ivori; només està interessat en la seva recerca científica que l'ha fet mundialment famós, el cert és que va tenir algunes intervencions, tan favorables com desfavorables, envers el règim nazi. Va ser un defensor de Werner Heisenberg quan aquest va ser atacat pels físics oficials del règim, defensors de la física ària, amb Philipp Lenard al capdavant. Però també va fer d'ambaixador del règim en algunes cartes a col·legues estrangers en les quals culpava Anglaterra de la guerra, justificava la qüestió jueva o comentava que el feixisme i el nazisme eren un bon començament d'una nova era. I també escrivint l'article Mecànica per a la Deutsche Wissenschaft. Arbeit und Aufgabe.
En acabar la guerra el 1945, Göttingen va ser la primera universitat alemanya que va reobrir i Prandtl, tot i els seus setanta anys, va retornar a les classes, encara que no al institut de recerca; per això es va inclinar cada cop més vap a l'estudi de la meteorologia.

## Obra
Prandtl va realitzar importants treballs pioners en el camp de l'aerodinàmica, i durant la dècada de 1920 va desenvolupar la base matemàtica que dona suport als principis fonamentals de l'aerodinàmica subsònica. En els seus estudis inicials de 1904 va establir a teoria de la capa límit que posteriorment va desenvolupar en la teoria de la línia sustentadora per les ales esveltes. El nombre de Prandtl, que exerceix un important paper en l'anàlisi de problemes de fluids, va ser batejat així en el seu honor.
També van destacar els seus treballs en mecànica dels sòlids i estructural, en particular la seva contribució a la teoria de la torsió mecànica, la teoria de membranes, la capacitat portant dels terrenys i les seves aplicacions al disseny de fonamentacions, a part de les seves aportacions a la teoria de la plasticitat.

## Publicacions
- Paul Peter Ewald, Theodor Pöschl, Ludwig Prandtl; authorized translation by J. Dougall and W.M. Deans The Physics of Solids and Fluids: With Recent Developments Blackie and Son (1930).
- Tietjens, Oskar Karl Gustav; Prandtl, Ludwig. Fundamentals of Hydro- and Aeromechanics.  Courier Corporation, 1957. ISBN 978-0-486-60374-2.
- Prandtl, Ludwig. Essentials of fluid dynamics: With applications to hydraulics aeronautics, meteorology, and other subjects.  Hafner, 1952.